# Chlorospatha ricaurtensis
Chlorospatha ricaurtensis är en kallaväxtart som beskrevs av Thomas Bernard Croat och L.P.Hannon. Chlorospatha ricaurtensis ingår i släktet Chlorospatha och familjen kallaväxter. Inga underarter finns listade.